# Cerro Veladero
Cerro Veladero är ett berg i Argentina.   Det ligger i provinsen La Rioja, i den nordvästra delen av landet, 1 200 km nordväst om huvudstaden Buenos Aires. Toppen på Cerro Veladero är 6 274 meter över havet, eller 815 meter över den omgivande terrängen. Bredden vid basen är 15,1 km.
Terrängen runt Cerro Veladero är kuperad åt nordost, men åt sydväst är den bergig. Trakten runt Cerro Veladero är nära nog obefolkad, med mindre än två invånare per kvadratkilometer.. Det finns inga samhällen i närheten.
Trakten runt Cerro Veladero är ofruktbar med lite eller ingen växtlighet.